# ニコラース・ファン・エイク
ニコラース・ファン・エイク（Nicolaas van Eyck、1617年2月9日（洗礼日）- 1679年）は、フランドルの画家である。同時代のフランドルの戦争やアントウェルペンの市民警備隊の行進、騎馬人物像を描いた作品が知られている。

## 概略
アントウェルペンで、リエージュ司教領出身の仕立て屋の息子に生まれた。兄に風景画や海洋画を描いた画家のガスパール・ファン・エイク(Gaspar van Eyck: 1613-1674)がいる。1632年からアントウェルペンの有力な画家テオドール・ロンバウツの弟子になった。地元の市民警備隊の隊長を務めたことで、軍事に関する題材の作品を描くことになった。
1643年9月に結婚した。ロンバウツの弟子であった花を描くのが得意な画家ヤン・フィリップ・ファン・ティーレン(1618-1667)と親しい友人になり、ファン・ティーレンの子供の名付け親になった。
弟子にはピーテル・ホフマン(Pieter Hofman: c.1642-1692)がいた。息子のニコラース・ファン・エイク2世(Nicolaas van Eyck II: 1646-1692)とヤン・カレル・ファン・エイク(Jan Carel van Eyck:1649-1686)も画家になった。
1580年にオリヴィエ・ファン・デン・ティンプル(Olivier van den Tympel)とジョン・ノリス(John Norreys)が指揮するネーデルランド反乱軍がメヘレンを占領した情景など、フランドルで起こった内乱や戦争を題材の作品を描いた。